# Кранног

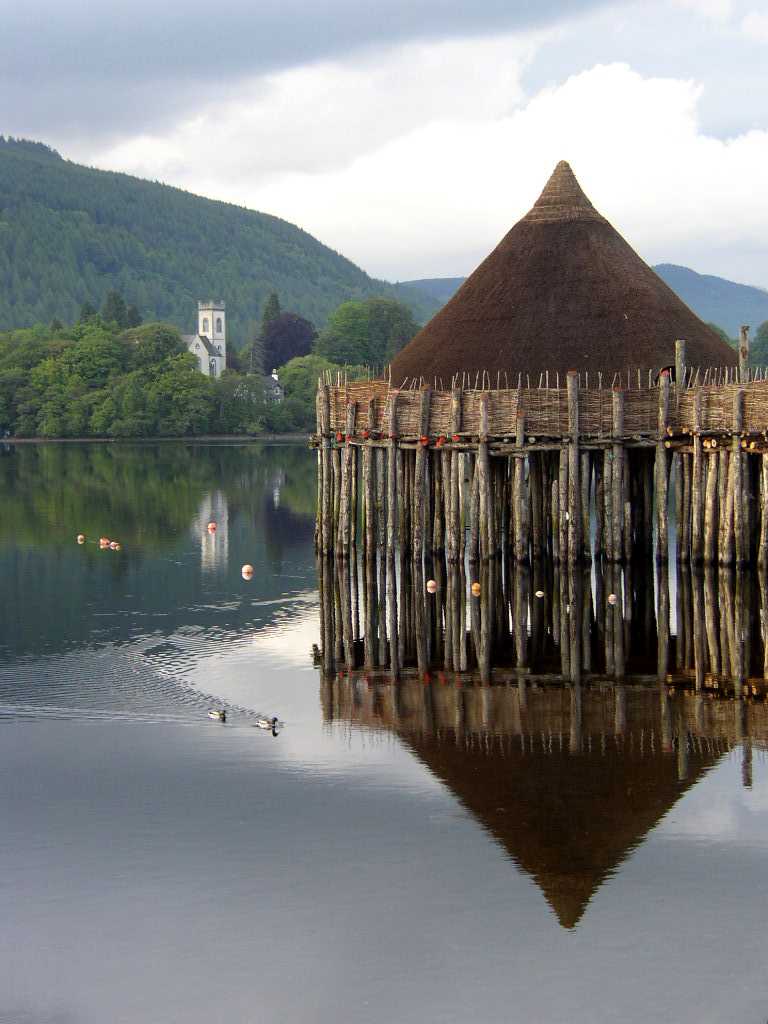
Реконструкция краннога на озере Лох-Тей.

Кранног (ирл. crannóg) — название, используемое в Шотландии и Ирландии для искусственного или естественного острова, используемого как место обитания. Название также относится к деревянным платформам, сооружённым на мелководье в местных озёрах, в основном в эпоху неолита. До настоящего времени подобные строения практически не сохранились.
Название происходит от ирл. crann, что означает «дерево».
С берега на кранног можно было попасть по каменному или деревянному мосту. До недавнего времени, наиболее древним кранногом считался островок Илен Доннелл (Eilean Domhnuill) на Норт-Уисте, который был сооружён в период неолита, между 3650 и 2500 годами до н. э. Кранноги сооружались, начиная с эпохи железного века вплоть до наступления Средневековья, то есть тогда же, когда сооружались брохи и дуны. Наиболее высокая концентрация кранногов в Шотландии обнаружена в регионе Дамфрис-энд-Галловей. Также большое количество кранногов найдено на Шотландском высокогорье и в Ирландии. В настоящее время реконструированные кранноги можно увидеть на шотландском озере Лох-Тей и в Краггауновене в Ирландии. При раскопках археологического памятника в Лиснакрогере (Lisnacrogher) (графство Антрим, Ирландия), открытого в XIX веке, найдено большое количество материалов латенской культуры, в частности, ножны для мечей, типичные для кельтского искусства.